# Sidax
Sidax est un fabricant français disparu d'appareils photographiques créé par Fritz Kaftanski vers 1939 lorsque fuyant la Tchécoslovaquie il se réfugie à Paris. La marque ne fabrique que deux versions dérivées des "Sida" allemands et tchécoslovaques.

## Histoire
Kaftanski qui avait déjà fui Berlin et le nazisme pour Prague est à nouveau chassé par l'arrivée des allemands en Tchécoslovaquie. Il se réfugie à Paris où il reprend ses productions d'appareils photographies.

## Production
Le "Sida" est un appareil de débutant en métal moulé donnant six images de 25 x 25 mm sur un rouleau spécial étudié et produit en 1936 à Berlin par la "SIDA GMBH". Le nom est un raccourci de "siehe da" ("voir" en français). Kaftanski revend la société (soit contraint à une "aryanisation" soit pour fuir l'Allemagne) et s'installe à Prague ou il crée en 1938 "Sida-Fex Kaméras" qui fabrique une version du "Sida" en métal et un "Sida Extra" en Bakélite.
À nouveau chassé par la progression des nazis il s'installe à Paris ou il crée Sidax pour produire une nouvelle version du "Sida" en bakélite. Une première version utilise encore la pellicule spéciale des appareils allemands et tchécoslovaques mais une seconde version utilise le film "Lumière Eljy" alors très courant en France,.

## Collection
Malgré leur aspect basiques ils sont assez recherchés des collectionneurs, surtout que les différentes provenances (Allemagne, Tchécoslovaquie, France voire Angleterre où il a été produit sous licence) multiplient les versions,.